# Eiichi Fukui
Eiichi Fukui (福井英一 Fukui Eiichi?,  Tokio, Japón, 3 de marzo de 1921 - ib., 26 de junio de 1954) fue un mangaka y animador japonés. A pesar de su breve trayectoria, es considerado uno de los pioneros del manga en el periodo de posguerra y del género deportivo en particular.

## Biografía
Fukui nació en Tokio en 1921 y mostró interés por el dibujo desde joven. Su formación transcurrió en el instituto Ikubunkan de la capital y en una academia privada de Bellas Artes. Con 17 años empezó a trabajar en el departamento de animación de la productora Nippon Eigasha, famosa por sus cortometrajes propagandísticos durante la Segunda Guerra Mundial, y de ahí pasó a Shin Nihon Dougasha y Nihon Manga Eigasha, donde llegó a ser jefe de animación. Entre las numerosas obras de las que formó parte destacó la película Ōsama no Shippo, dirigida por Mitsuyo Seo en 1949, pero que nunca llegó a estrenarse. Ese mismo año encontró empleo como dibujante en la revista infantil Manga Shōnen, considerada la primera dedicada en exclusiva al manga. El equipo editorial le confió la publicación de Batto-kun, una serie sobre béisbol que había sido creada por un autor anterior.
Su primer éxito de ventas fue un manga sobre judo, Igaguri-kun, publicado desde 1952 hasta 1954 en la revista Adventure King de la editorial Akita Shoten. El protagonista era un joven huérfano que enfrenta toda clase de adversidades para convertirse en un experto luchador, y se trata de una obra relevante en el género deportivo (spokon) porque fue el primer manga de artes marciales, un tema vetado durante la ocupación de Japón. Con el paso del tiempo amplió su volumen de trabajo con nuevas colecciones, akabon e historias autoconclusivas. La más importante de todas ellas fue Akado Suzunosuke (1954), basada en un espadachín del período Edo, que posteriormente le fue confiada a Tsunayoshi Takeuchi.
A lo largo de su vida mantuvo una rivalidad con Osamu Tezuka, considerado el pionero de la historieta japonesa. Ambos dibujantes se conocían desde que coincidieron en la revista Manga Shōnen.

### Muerte
Eiichi Fukui falleció el 26 de junio de 1954, a los 33 años, víctima de una muerte por exceso de trabajo. En aquella época era común que los dibujantes trabajaran para distintas editoriales y asumieran un elevado volumen de encargos, por lo que solían encerrarse a petición de los editores para terminarlos en largos turnos sin descanso, una práctica conocida como kanzume (lit: «enlatado»). Ese día Fukui había encadenado varias jornadas sin dormir y sufría fuertes dolores de cabeza. Pese a que un médico le había recomendado guardar reposo, el autor terminó perdiendo el conocimiento y falleció a las pocas horas.
La muerte de Fukui llevó a que los autores reclamaran un mayor salario por cada página entregada, pero no redujo el ritmo de publicaciones por miedo a que ello perjudicara a la industria. Con el paso del tiempo, los mangakas vieron mejoradas sus condiciones a través del trabajo en estudios y la contratación de asistentes en tareas específicas, lo que les permitió alcanzar ritmos de publicación para una editorial en exclusiva.